# Meyrueis-Campagne
Meyrueis-Campagne, ancienne commune de la Lozère, était une municipalité créée en 1793. Elle regroupait alors 622 habitants des hameaux environnants Meyrueis-Ville. En 1806, on comptait 968 habitants sur cette commune. Meyrueis-Campagne est réunie à la commune de Meyrueis en 1819.